# Pygora
Pygora är ett släkte av skalbaggar. Pygora ingår i familjen Cetoniidae.

## Dottertaxa tillPygora, i alfabetisk ordning[1]
- Pygora albomaculata
- Pygora andranovory
- Pygora bella
- Pygora beryllina
- Pygora bioculata
- Pygora bourgoini
- Pygora brunneitarsis
- Pygora conjuncta
- Pygora cowani
- Pygora cribricollis
- Pygora cruralis
- Pygora cultrata
- Pygora cyanea
- Pygora decorata
- Pygora descarpentriesi
- Pygora diegana
- Pygora donckieri
- Pygora earina
- Pygora erythroderes
- Pygora gerardi
- Pygora griveaudi
- Pygora hirsuta
- Pygora ignita
- Pygora immaculata
- Pygora lenocinia
- Pygora luctifera
- Pygora melanura
- Pygora nigrofasciculata
- Pygora ornata
- Pygora perrieri
- Pygora polyspila
- Pygora pouillaudei
- Pygora prasinella
- Pygora pulchripes
- Pygora punctata
- Pygora punctatissima
- Pygora puncticollis
- Pygora pygidialis
- Pygora pygidialoides
- Pygora quatuordecimguttata
- Pygora raharizoninai
- Pygora rufoplagiata
- Pygora rufovaria
- Pygora sakarahae
- Pygora sanguineomarginata
- Pygora simillima
- Pygora tristis
- Pygora tulearensis
- Pygora vadoni
- Pygora viridis
- Pygora vohemar
- Pygora zombitsy